# Cederberg

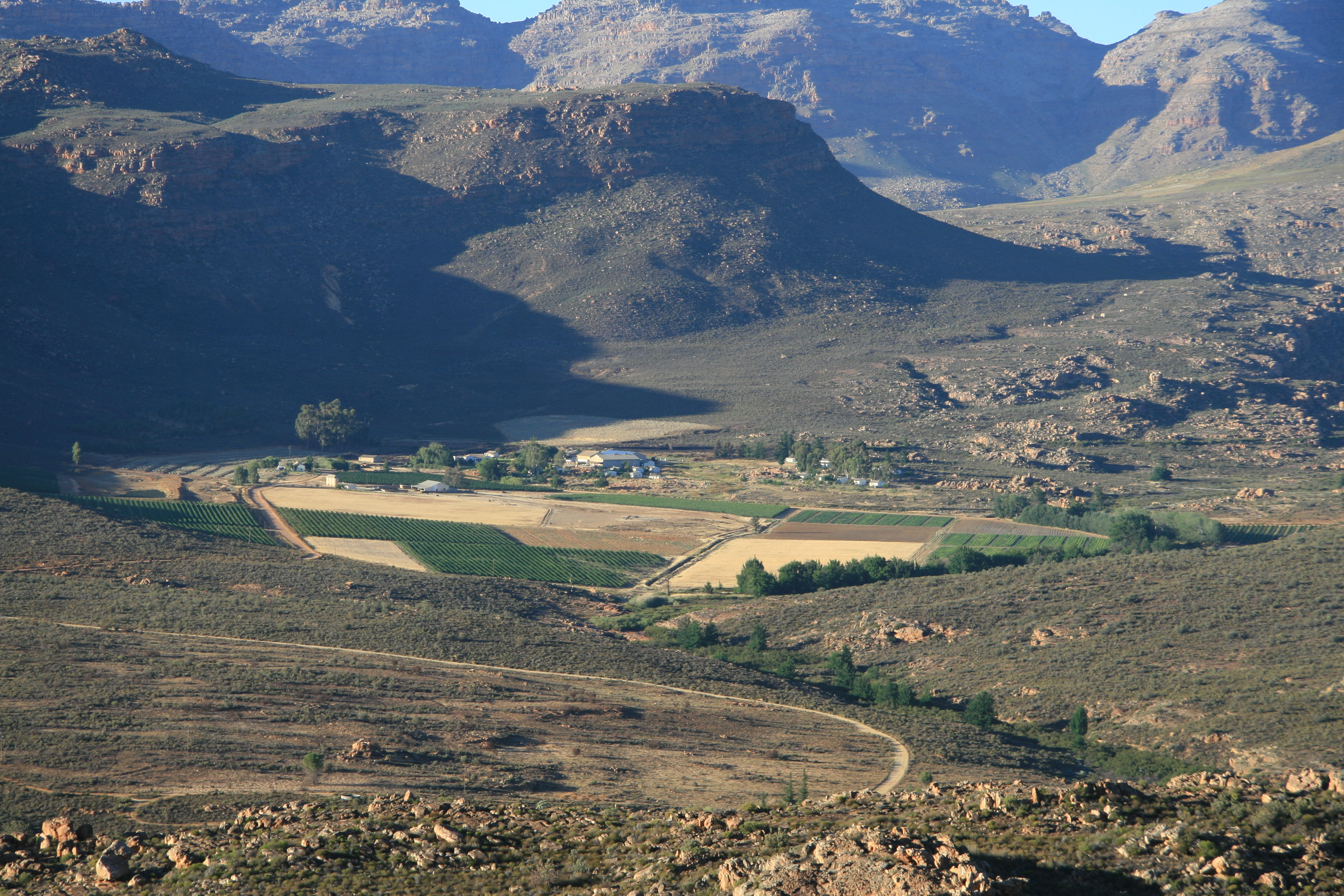
Winnice na obszarze gór Cederberg

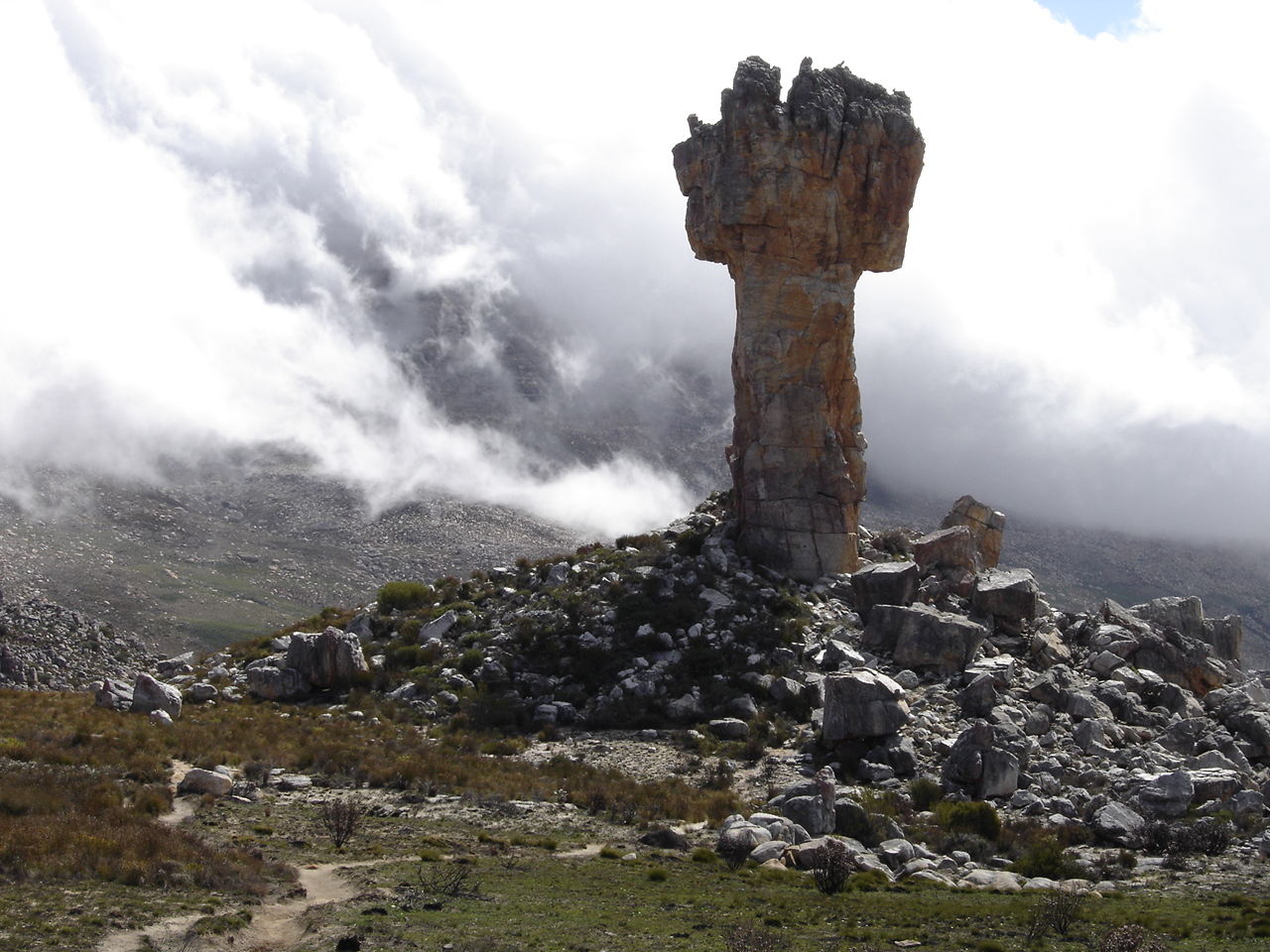
Krzyż maltański

Cederberg (Cedarberg, Sederberg) – pasmo górskie i rezerwat przyrody w Republice Południowej Afryki, w pobliżu miasta Clanwilliam, około 300 km na północ od Kapsztadu. Nazwa pasma pochodzi od zagrożonego wyginięciem endemicznego drzewa Widdringtonia cedarbergensis należącego do rodziny cyprysowatych. Na obszarze gór znajdują się malowidła naskalne Buszmenów.
W 2004 roku rezerwat przyrody Cederberg wraz z innymi obszarami chronionymi regionu Cape Floral został wpisany na listę światowego dziedzictwa UNESCO.